# Lito (calciatore 1956)
José Eldon de Araújo Lobo Júnior, noto semplicemente come Lito (Luanda, 10 agosto 1956), è un ex calciatore portoghese, di ruolo ala.